# Fad Gadget
Fad Gadget, pseudonimo di Frank Tovey, all'anagrafe Francis John Tovey (8 settembre 1956 – 3 aprile 2002), è stato un musicista e cantante britannico in attività soprattutto negli anni ottanta.

## Storia del gruppo
Fad Gadget fu il primo artista a firmare per la Mute Records, la nascente etichetta indipendente di Daniel Miller che successivamente lanciò i Depeche Mode.
Tra i singoli di maggior successo vanno ricordati Collapsing New People e Ricky's Hand.

## Discografia

### Album

#### Fad Gadget
- Fireside Favourites (1980)
- Incontinent (1981)
- Under the Flag (1982)
- Gag (1984)
- The Best of Fad Gadget (2001)

#### Frank Tovey
- Easy Listening for the Hard of Hearing (1984) (con Boyd Rice)
- Snakes and Ladders (1986)
- The Fad Gadget Singles (1986)
- Civilian (1988)
- Tyranny & the Hired Hand (1989)
- Grand Union (1991)
- Worried Men in Second Hand Suits (1992)
- Fad Gadget by Frank Tovey (2006)